# Cuba libre (stripalbum)
Cuba libre is het 25ste stripalbum uit de reeks Lefranc, bedacht door Jacques Martin, geschreven door Roger Seiter en getekend door Régric. De inkleuring werd verzorgd door Bruno Wesel.
De eerste publicatie was ook meteen het eerste album. Het album werd op 13 november 2014 uitgegeven door uitgeverij Casterman als softcover met nummer 25 in de serie Lefranc. In 2018 volgde een herdruk.

## Het verhaal
Journalist Guy Lefranc wordt uitgenodigd door Ernest Hemingway om naar Cuba te komen. Hij heeft in een militaire zone een verzonken stad van 6000 jaar oud ontdekt. Hij vraagt Lefranc hem te helpen dit wereldkundig te maken voordat de Cubanen of de Amerikanen dit verhullen. Hiervoor moeten ze opnieuw gaan duiken.
In Cuba wil Fidel Castro de president Batista ten val brengen. De magnaat Arnold Fisher wil de revolutie laten mislukken, net als de Amerikaanse maffia, omdat ze veel profijt hebben van het huidige politieke klimaat.
In Amerika worden de vrouw en dochter van de atoomgeleerde Barnes ontvoerd in opdracht van Fischer. Ook worden twee atoombommen gestolen. Barnes wordt gedwongen hen te helpen. De plek waar ze hun operatie willen uitvoeren is echter dezelfde plek als waar de verzonken stad ligt.
Bij het duiken ontdekt Lefranc een duikboot; Hemingway en hij worden vervolgens door de mannen van Fischer aangevallen. Ze worden gered door de CIA. De CIA heeft contacten met Castro. Samen met hem weten ze Barnes te redden uit de handen van de maffia. Barnes onthult dat de duikboot de gestolen kernkoppen aan boord heeft. Het was de bedoeling de kernkoppen de stad in te smokkelen en te laten ontploffen als Castro in de stad zou zijn. 
Samen met de CIA lokt Lefranc de duikboot waarna deze met dieptebommen wordt bestookt. Een voltreffer maakt een einde aan de duikboot, maar ook aan de verzonken stad. De vrouw en dochter van Barnes worden bevrijd en Fischer trekt zich terug uit Cuba.